# Балух Світлана
Балух Світлана (14 квітня 1981, м.Волочиськ, Волочиського району Хмельницької області) — художниця, ілюстраторка книжок для дітей.

## Біографія
Світлана Балух народилася 14 квітня 1981 року в м. Волочиськ Волочиського району Хмельницької області в родині художників. Виросла на Прикарпатті, в містечку Богородчани, де закінчила художню школу. Батьки купували багато дитячих книжок із гарними ілюстраціями, — розглядаючи їх, Світлана мріяла навчитися цього мистецтва. Тому змалечку малювала, намагалася відтворити побачене й створити власних казкових героїв. З 1996 по 1998 рік навчалася в Косівському коледжі прикладного та декоративного мистецтва ім. В. Касіяна (відділ художнього ткацтва). 2005 року закінчила Львівську національну академію мистецтв, факультет дизайну (спеціалізація «Моделювання костюму»). На останніх курсах працювала художником по костюмах в Івано-Франківському обласному українському музично-драматичному театрі імені І. Франка.

З 2015 року мешкає в м. Богородчани.

## Творчість
Світлана Балух працює переважно в техніці акварелі, пастелі. Займається живописом, графікою, художнім текстилем і ткацтвом. Пише вірші. 

Дитячі видання ілюструє з 2009 року. Ілюструвала книжки з серії «Християнська читанка», видання «Сніжнокрилі янголи», «Золоте колесо року».

Роботи Світлани Балух були багато разів представлені на регіональних, обласних, всеукраїнських та міжнародних мистецьких виставках, фестивалях. 

2007 року в Івано-Франківську відбулася персональна виставка живопису Світлани Балух під назвою «Поцілунок ангела». 

У 2016 році книжка «Паперова царівна» відзначена як найкраще ілюстроване видання у конкурсі «Мистецтво книги», що пройшов у рамках Міжнародної книжкової ярмарки «Зелена хвиля».

Серед книжок, що їх проілюструвала Світлана Балух, — видання «Різдвяна чудасія», «Золота книжка», «Світло слова: поезії» Марії Влад, «Вовчик-колядник» і «Паперова Царівна» Оксани Лущевської тощо. 

В оформленні книжок художниця застосовує різні техніки. Книжку Оксани Лущевської «Паперова царівна» вона оформила в стилі скрапбукінгу. «Пташина колискова» Оксани Лущевської з ілюстраціями Світлани Балух отримала відзнаку від БараБуки «Перша книжка малюка». В оформленні цієї книжки художниця використала вишивку.

Співпрацює з видавництвами «Vivat», «Братське», «Свічадо» та «Смолоскип». Попри вагомий доробок у книжковій ілюстрації, роботи художниці добре знають читачі дитячих журналів «Ангелятко», «Крилаті», «Пізнайко від 2 до 6», «Мамине сонечко» та «Зернятко».

Також Світлана створила логотип знайомого читачам БараБуки блоґу про сучасну дитячу літературу «Казкарка».

Роботи художниці можна знайти в ЖЖ за ніком Павук-на-пуантах. У цьому образі відчувається художній стиль Світлани Балух: її малюнки легкі та світлі, в них багато повітря, янголів і див.

Участь у фестивалях
- молодіжний фестиваль «Вибір», м. Львів, 2002 рік;
- Міжнародна виставка ілюстрації в рамках Львівського дитячого фестивалю, 2011 рік;
- фестиваль «Етно-лялька», м. Львів, 2015 рік[2].